# سیارک ۱۹۷۶
سیارک ۱۹۷۶ (به انگلیسی: 1976 Kaverin، نامگذاری:1970GC) هزار و نهصد و هفتاد و ششمین سیارک کشف شده‌است که در ۱ آوریل ۱۹۷۰ کشف شد.
قدر مطلق سیارک برابر ۱۳٫۵۰ است.